# 타르신

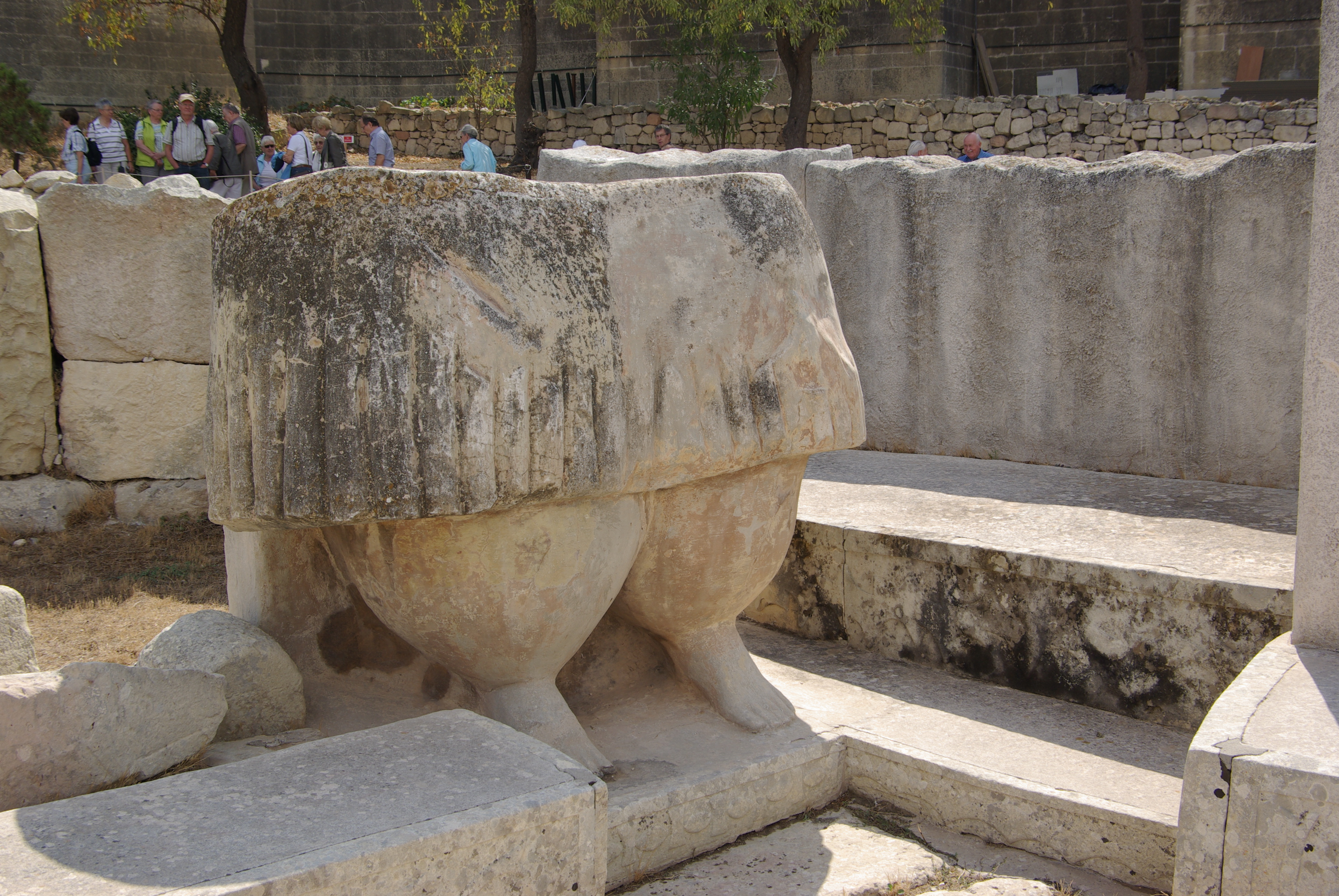
타르신

타르신의 위치

타르신(몰타어: Tarxien)은 몰타 남부에 위치한 도시로 인구는 7,724명(2008년 12월 기준)이다. 고대 유적인 타르신 신전으로 유명한 도시이다.

시기
시 문장

## 자매 도시
- 이탈리아 오빈돌리
- 불가리아 벨리코터르노보